# Scăpău
Scăpău – wieś w Rumunii, w okręgu Mehedinți, w gminie Devesel. W 2011 roku liczyła 873 mieszkańców.